# Hardegsen
Hardegsen − miasto w Niemczech, w kraju związkowym Dolna Saksonia, w powiecie Northeim. W 2008 r. liczyło 8 293 mieszkańców. Miasto znane jest z domów z muru pruskiego, zamku Hardeg i parku dzikich i domowych zwierząt (Wildpark).

## Współpraca
Miejscowość partnerska:
- Stolberg (Harz), Saksonia-Anhalt